# Toy Trawler Spaniel
Il Toy Trawler Spaniel è una razza estinta di Spaniel che fisicamente era simile al King Charles Spaniel del XVI secolo. Si ritiene che discenda dall'originale King Charles Spaniel e dalla varietà più vecchia del Sussex Spaniel. Originariamente era usato come cane da sport, ma divenne usato come cane giocattolo e da esposizione. Nel 1920 era considerato sull'orlo dell'estinzione. Un esemplare conservato è conservato a Tring presso il Museo di Storia Naturale.

## Storia
L'origine specifica della razza è sconosciuta, ma nel 1919 si pensava che discendesse dal King Charles Spaniel originariamente ricoperto di ricci e dal Sussex Spaniel riccio vecchio stile.
Il suo scopo originale potrebbe essere stato quello di un cane da sport, ma è diventato più frequentemente usato come cane giocattolo. Nel 1907, la razza era più popolare in Europa che nel Regno Unito, specialmente nei Paesi Bassi e in Italia.
C'è un esemplare conservato al Museo di Storia Naturale di Tring. Chiamato Robin, è stato allevato da Lady Wentworth ed è nato nel 1911. Morì nel 1920 quando si diceva che la razza fosse "quasi estinta".
Lady Wentworth ha scritto dell'uso di Toy Trawler Spaniel per rianimare l'originale King Charles Spaniel nel suo libro Toy Dogs and Their Ancestors Including the History And Management of Toy Spaniel, Pekingese, Japanese and Pomeranians, pubblicato sotto il nome di "Hon. Sig.ra. Neville Lytton "nel 1911.

## Descrizione
Il Toy Trawler Spaniel era considerato un ritorno all'originale King Charles Spaniel.
La testa era piccola e leggera, con una punta verso l'alto sul naso corto e nero. La parte superiore del cranio era piatta e non a forma di cupola e aveva lunghe orecchie rivolte in avanti. Il suo mantello era generalmente piuttosto lungo ed era descritto come riccio ma non lanoso, e il suo corpo era solido.
La sua altezza era variabile, compresa tra 11–13 pollici (28–33 cm) al garrese, sebbene gli esempi siano stati forniti a 9 pollici (23 cm), con un peso proporzionato dato per un 13 pollici (33 cm) cane alto che pesa 15 libbre (6,8 kg).
Il colore preferito era il nero con un panciotto bianco, poi il rosso con un panciotto bianco, ma venivano anche in bianco e nero e rosso e bianco. Sono stati descritti come molto dolci, ma anche molto audaci e coraggiosi, con la timidezza considerata un difetto nel ring.